# Olympische Sommerspiele 2016/Teilnehmer (Dschibuti)
| Gelbes Symbol für Goldmedaillen mit stilisierten Olympischen Ringen | Graues Symbol für Silbermedaillen mit stilisierten Olympischen Ringen | Braundes Symbol für Bronzemedaillen mit stilisierten Olympischen Ringen |
| ------------------------------------------------------------------- | --------------------------------------------------------------------- | ----------------------------------------------------------------------- |
| —                                                                   | —                                                                     | —                                                                       |

Dschibuti nahm an den Olympischen Spielen 2016 in Rio de Janeiro teilnehmen. Es war die insgesamt achte Teilnahme an Olympischen Sommerspielen. Das Comité National Olympique et Sportif Djiboutien nominierte sieben Athleten in drei Sportarten.
Fahnenträger bei der Eröffnungsfeier war der Leichtathlet Abdi Waiss Mouhyadin. Bei der Schlussfeier führte der Leichtathlet Mohamed Ismail Ibrahim die Delegation an.

## Teilnehmer nach Sportarten

### Judo
| Athleten       | Wettbewerb | 1. Runde | 1. Runde    | 2. Runde      | 2. Runde      | Viertelfinale | Viertelfinale | Halbfinale / Trostrunde | Halbfinale / Trostrunde | Finale / Platz 3 | Finale / Platz 3 | Rang |
| Athleten       | Wettbewerb | Gegner   | Ergebnis    | Gegner        | Ergebnis      | Gegner        | Ergebnis      | Gegner                  | Ergebnis                | Gegner           | Ergebnis         | Rang |
| -------------- | ---------- | -------- | ----------- | ------------- | ------------- | ------------- | ------------- | ----------------------- | ----------------------- | ---------------- | ---------------- | ---- |
| Männer         |            |          |             |               |               |               |               |                         |                         |                  |                  |      |
| Anass Houssein | bis 66 kg  | D. Ma    | 000s0:110s0 | ausgeschieden | ausgeschieden | ausgeschieden | ausgeschieden | ausgeschieden           | ausgeschieden           | ausgeschieden    | ausgeschieden    | 17   |

### Leichtathletik
Laufen und Gehen 
| Athleten               | Wettbewerb       | Runde 1     | Runde 1 | Halbfinale    | Halbfinale    | Finale        | Finale        | Rang |
| Athleten               | Wettbewerb       | Zeit        | Rang    | Zeit          | Rang          | Zeit          | Rang          | Rang |
| ---------------------- | ---------------- | ----------- | ------- | ------------- | ------------- | ------------- | ------------- | ---- |
| Frauen                 |                  |             |         |               |               |               |               |      |
| Kadra Mohamed Dembil   | 1500 m           | 4:42,67 min | 39      | ausgeschieden | ausgeschieden | ausgeschieden | ausgeschieden | 39   |
| Männer                 |                  |             |         |               |               |               |               |      |
| Ayanleh Souleiman      | 800 m            | 1:45,48 min | 2       | 1:45,19 min   | 11            | ausgeschieden | ausgeschieden | 11   |
| Abdi Waiss Mouhyadin   | 1500 m           | DNF         | DNF     | ausgeschieden | ausgeschieden | ausgeschieden | ausgeschieden | DNF  |
| Ayanleh Souleiman      | 1500 m           | 3:39,25 min | 12      | 3:39,46 min   | 2             | 3:50,29 min   | 4             | 4    |
| Mumin Gala             | Marathon         | –           | –       | –             | –             | 2:13:04 h     | 12            | 12   |
| Mohamed Ismail Ibrahim | 3000 m Hindernis | 8:52,10 min | 39      | –             | –             | ausgeschieden | ausgeschieden | 39   |

### Schwimmen
| Athleten     | Wettbewerb    | Vorlauf | Vorlauf | Halbfinale    | Halbfinale    | Finale        | Finale        | Rang |
| Athleten     | Wettbewerb    | Zeit    | Rang    | Zeit          | Rang          | Zeit          | Rang          | Rang |
| ------------ | ------------- | ------- | ------- | ------------- | ------------- | ------------- | ------------- | ---- |
| Männer       |               |         |         |               |               |               |               |      |
| Bourhan Abro | 50 m Freistil | 27,13 s | 74      | ausgeschieden | ausgeschieden | ausgeschieden | ausgeschieden | 74   |